# Lucía Jiménez Arranz
Lucía Jiménez Arranz (Segòvia, 21 de novembre de 1978) és una actriu de cinema, televisió i cantant espanyola. És germana de la cantant Rebeca Jiménez. Va començar amb La buena vida de David Trueba i es va fer molt popular amb la sèrie de televisió Al salir de clase, com altres actors espanyols de la seva generació.

## Filmografia

### Cinema
| Film                           | Director                     | Any  |
| ------------------------------ | ---------------------------- | ---- |
| Butterflies & Lightning        | Katherine Griffin            | 2008 |
| Sangre de Mayo                 | José Luis Garci              | 2008 |
| Cosas insignificantes          | Andrea Martínez              | 2008 |
| Proyecto Dos                   | Guillermo Fernández Groizard | 2008 |
| El club de los suicidas        | Roberto Santiago             | 2007 |
| Café solo o con ellas          | Álvaro Díaz Lorenzo          | 2007 |
| Los Borgia                     | Antonio Hernández            | 2006 |
| La caixa Kovak (The Kovak Box) | Daniel Monzón                | 2006 |
| Flores para Lulú               | Rodrigo Ortuzar              | 2005 |
| Dos (laberinto de espejos)     | Guillermo Fernández Groizard | 2006 |
| Café solo o con ellas          | Álvaro Díaz Lorenzo          | 2007 |
| Los Borgia                     | Antonio Hernández            | 2006 |
| Los dos lados de la cama       | Emilio Martínez Lázaro       | 2005 |
| Pobre juventud                 | Miguel Jiménez               | 2005 |
| Mujeres infieles               | Rodrigo Ortuzar              | 2004 |
| Occhi di cristallo             | Eros Puglielli               | 2004 |
| El atraco                      | Paolo Agazzi                 | 2004 |
| Ilegal                         | Ignacio Vilar                | 2003 |
| El refugio del mal             | Félix Cábez                  | 2002 |
| Mantis                         | Kike León                    | 2002 |
| Silencio Roto                  | Montxo Armendáriz            | 2001 |
| La caída del imperio           | Fernando Merinero            | 2001 |
| Estés donde estés              | Nicolás Tapia                | 2001 |
| Tinta Roja                     | Francisco J. Lombardi        | 2000 |
| Kasbah                         | Mariano Barroso              | 2000 |
| El arte de morir               | Álvaro Fernández Armero      | 2000 |
| Mi abuelo es un animal         | Mariano Barroso              | 2000 |
| No se lo digas a nadie         | Francisco J. Lombardi        | 1998 |
| Una pareja perfecta            | Francesc Betriu              | 1998 |
| El olor del vientre            | Beatriz Castro               | 1998 |
| La buena vida                  | David Trueba                 | 1996 |

### Televisió
| Sèrie                     | Personatge  | Any          |
| ------------------------- | ----------- | ------------ |
| Al salir de clase         | Silvia      | 1997         |
| Jugar a matar             | Inés        | 2003         |
| Hidden Camera             | Alejandra   | 2007         |
| Hidden Camera             | Alejandra   | 2008         |
| Cazadores de hombres      | Elena Ocaña | 2008         |
| La Señora                 | Encarna     | 2008-2010    |
| Ben-Hur                   | Athene      | 2010         |
| 14 de abril. La República | Encarna     | 2011         |
| Alatriste                 | Caridad     | 2013-present |

### Teatre
- El otro lado de la cama